# Eusarcus montis
Eusarcus montis is een hooiwagen uit de familie Gonyleptidae.